# Balmer Werder
Balmer Werder es una pequeña isla alemana deshabitada del mar Báltico, en la parte sudoriental de la laguna Achterwasser entre Usedom y la continental aldea de Balm, Benz (distrito de Pomerania Occidental-Greifswald, estado federado de Mecklemburgo-Pomerania Occidental).

## Características
La superficie de la isla es de 6,3 hectáreas, unos 500 metros de largo (norte-sur) y 200 metros de ancho máximo. Su altura máxima es de 5,9 metros sobre el nivel del mar.
Balmer Werder, junto con el islote Böhmke, constituyen la reserva natural de Usedom, establecida en 1967.